# Ла-Лонд-ле-Мор
Ла-Лонд-ле-Мор (фр. La Londe-les-Maures) — коммуна на юго-востоке Франции в регионе Прованс — Альпы — Лазурный берег, департамент Вар, округ Тулон, кантон Ла-Кро.
Площадь коммуны — 79,29 км², население — 10 034 человека (2006) с тенденцией к снижению: 9116 человек (2012), плотность населения — 115,0 чел/км².

## История
Первые поселения человека здесь возникли около 2500 лет до н. э., о чём свидетельствует дольмен Гутабри, обнаруженный в 1876 году севернее Ла-Лонд-ле-Мор и относящийся к эпохе позднего неолита.

## Географическое положение
Коммуна Ла-Лонд-ле-Мор протянулась полосой, шириной около 80 километров вдоль подножья горного массива Мор. 75 % площади покрыты лесами, 22 % отведены для использования в сельском хозяйстве (в том числе 1 170 гектаров виноградников), 3 % территории занимает собственно городок Ла-Лонд-ле-Мор. В Ла-Лонд-ле-Мор — более 300 солнечных дней в году.
В Ла-Лонд-ле-Мор, на морском побережье находится яхт-порт «Мирамар», рассчитанный на более чем 1000 мест и являющийся в своём роде крупнейшим в департаменте Вар. Расположение морского порта непосредственно напротив Йерских островов делает его весьма удобным для плавания на острова.

## Население
Население коммуны в 2011 году составляло — 9918 человек, а в 2012 году — 9116 человек.
| 1962 | 1968 | 1975 | 1982 | 1990 | 1999 | 2006  | 2011 | 2012 |
| ---- | ---- | ---- | ---- | ---- | ---- | ----- | ---- | ---- |
| 3314 | 3956 | 3937 | 5184 | 7151 | 8749 | 10034 | 9918 | 9116 |

Динамика населения:

## Известные жители
- Жорж-Жан Арно, писатель
- Орас Верне, художник и график

## Экономика
В 2010 году из 5800 человек трудоспособного возраста (от 15 до 64 лет) 3849 были экономически активными, 1951 — неактивными (показатель активности 66,4 %, в 1999 году — 63,5 %). Из 3849 активных трудоспособных жителей работали 3282 человека (1703 мужчины и 1579 женщин), 567 числились безработными (271 мужчина и 296 женщин). Среди 1951 трудоспособных неактивных граждан 472 были учениками либо студентами, 953 — пенсионерами, а ещё 526 — были неактивны в силу других причин.
На протяжении 2010 года в коммуне числилось 4680 облагаемых налогом домохозяйств, в которых проживало 10 312,5 человек. При этом медиана доходов составила 20 тысяч 024 евро на одного налогоплательщика.

## Достопримечательности
Орнитологический и ботанический сад Ла-Лонд (Jardin ornithologique et botanique de La Londe) — здесь содержатся более 450 редких птиц и животных от 80 видов из Азии, Африки и Южной Америки, а также уникальные растения. Целью сада является защита животных и растений, стоящих на грани вымирания.

## Города-партнёры
- Валлуф, Германия

## Фотогалерея
- Пляж
- Олива
- Театр
- Площадь Аллегро
- Фонтан